# Villers-Hélon
Villers-Hélon település Franciaországban, Aisne megyében. Lakosainak száma 194 fő (2022. január 1.). Villers-Hélon Longpont, Louâtre, Saint-Rémy-Blanzy és Vierzy községekkel határos.

## Népesség
A település népessége az elmúlt években az alábbi módon változott:
| Lakosok száma | 175  | 148  | 173  | 205  | 227  | 223  | 217  | 207  | 203  | 194  |
|               | 1968 | 1982 | 1990 | 2006 | 2013 | 2015 | 2017 | 2019 | 2020 | 2022 |